# 王战营
王战营（1965年2月—），男，汉族，河南禹州人，中华人民共和国政治人物。研究生学历，工学硕士，经济学博士。现任河南省政协副主席、党组副书记。

## 生平
1985年本科毕业于郑州工学院水利工程系水工结构专业，1988年毕业于广西大学计算力学研究生专业。1988年6月参加工作，1984年12月加入中国共产党。1993年1月至2001年12月，历任河南省科委综合计划处副处长、处长、办公室主任。2001年12月，任河南省科学技术厅副厅长。2002年10月，任共青团河南省委副书记、党组成员。2008年7月，任中共新乡市委常委、新乡市副市长。2011年6月，任中共新乡市委副书记、代市长，7月正式当选市长。2013年，当选第十二届全国人民代表大会河南地区代表。2014年3月，任河南省人民政府副秘书长、办公厅主任。2016年1月，任河南省民政厅党组书记、厅长。2016年8月，任中共商丘市委书记。2018年2月，调任中共郑州市委副书记、市政府代市长，但旋即返回商丘继续任市委书记。2020年7月，任河南省副省长。
2021年7月，王战营不再担任中共商丘市委书记。同年10月，王战营当选为第十一届中共河南省委常委，11月任宣传部部长。
2025年1月，当选为政协河南省委员会副主席、党组副书记。